# Herbert Zimmermann (labdarúgó)
Herbert Zimmermann (Engers, 1954. július 1. –) nyugatnémet válogatott Európa-bajnok német labdarúgó, csatár, majd hátvéd.

## Pályafutása

### Klubcsapatban
1960-ban az FV Engers 07 együttesében kezdte a labdarúgást. 1972 és 1974 között a Bayern München, 1974 és 1984 között az 1. FC Köln csapatával ért el számos sikert. 1984-ben fejezete be az aktív labdarúgást.

### A válogatottban
1976 és 1979 között 14 alkalommal szerepelt a nyugatnémet válogatottban és két gólt szerzett. Részt vett az 1978-as argentínai világbajnokságon. Tagja volt 1980-as Európa-bajnok csapatnak, de mérkőzésen nem szerepelt. 1977 és 1980 között hat alkalommal szerepelt a B-válogatottban.

## Sikerei, díjai
NSZK
- Európa-bajnokság
  - Európa-bajnok: 1980, Olaszország

 Bayern München
- Nyugatnémet bajnokság (Bundesliga)
  - bajnok: 1972–73, 1973–74
- Bajnokcsapatok Európa-kupája (BEK)
  - győztes: 1973–74

 1. FC Köln
- Nyugatnémet bajnokság (Bundesliga)
  - bajnok: 1977–78
  - 2.: 1981–82
- Nyugatnémet kupa (DFP-Pokal)
  - győztes: 1977, 1978, 1983
  - döntős: 1980